# 大足石刻
29°42′N 105°42′E / 29.700°N 105.700°E
大足石刻位于中国西南部重庆市大足区境内，是唐末宋初时期的摩崖石刻，以佛教题材为主，其中以宝顶山摩崖造像和北山摩崖造像最为著名。大足石刻是中国著名的古代石刻艺术，1999年被列为世界文化遗产，其组成部分宝顶山摩崖造像、北山摩崖造像于1961年分别入选全国重点文物保护单位。
大足石刻最初开凿于初唐永徽元年（公元650年）（尖山子摩崖造像），历经晚唐、五代（公元907～959年），盛于两宋（960～1278年），明清时期（14～19世纪）亦有所增刻，最终形成了一处规模庞大，集中国石刻艺术精华之大成的石刻群，其内容为释儒道三教合一，堪称中国晚期石窟艺术的代表，也是中国南方石窟艺术中的顶尖之作。

## 分布
大足石刻群共包括石刻造像70多处，总计10万余尊，其中以宝顶山、北山、南山、石篆山、石门山五处最为著名和集中。另外縣級16處重點保護的石刻，普聖廟、玉皇廟、峰山寺、麻楊村、光明殿、眠牛寺、斗碗寨、陳家岩、玄頂村、楊施廟等10處安排人員夜間守護。

### 宝顶山摩崖造像
宝顶山石刻位于大足城区东北15公里。造像开凿于南宋淳熙六年（1179年），历时70余年。创始人为宋蜀中名僧赵智凤。
宝顶山是佛教圣地之一，有“上朝峨嵋，下朝宝顶”之说。宝顶山石刻造像以大佛湾为中心共13处景观。其中以大佛湾石刻造像规模最大，艺术价值最高，保存最完好。

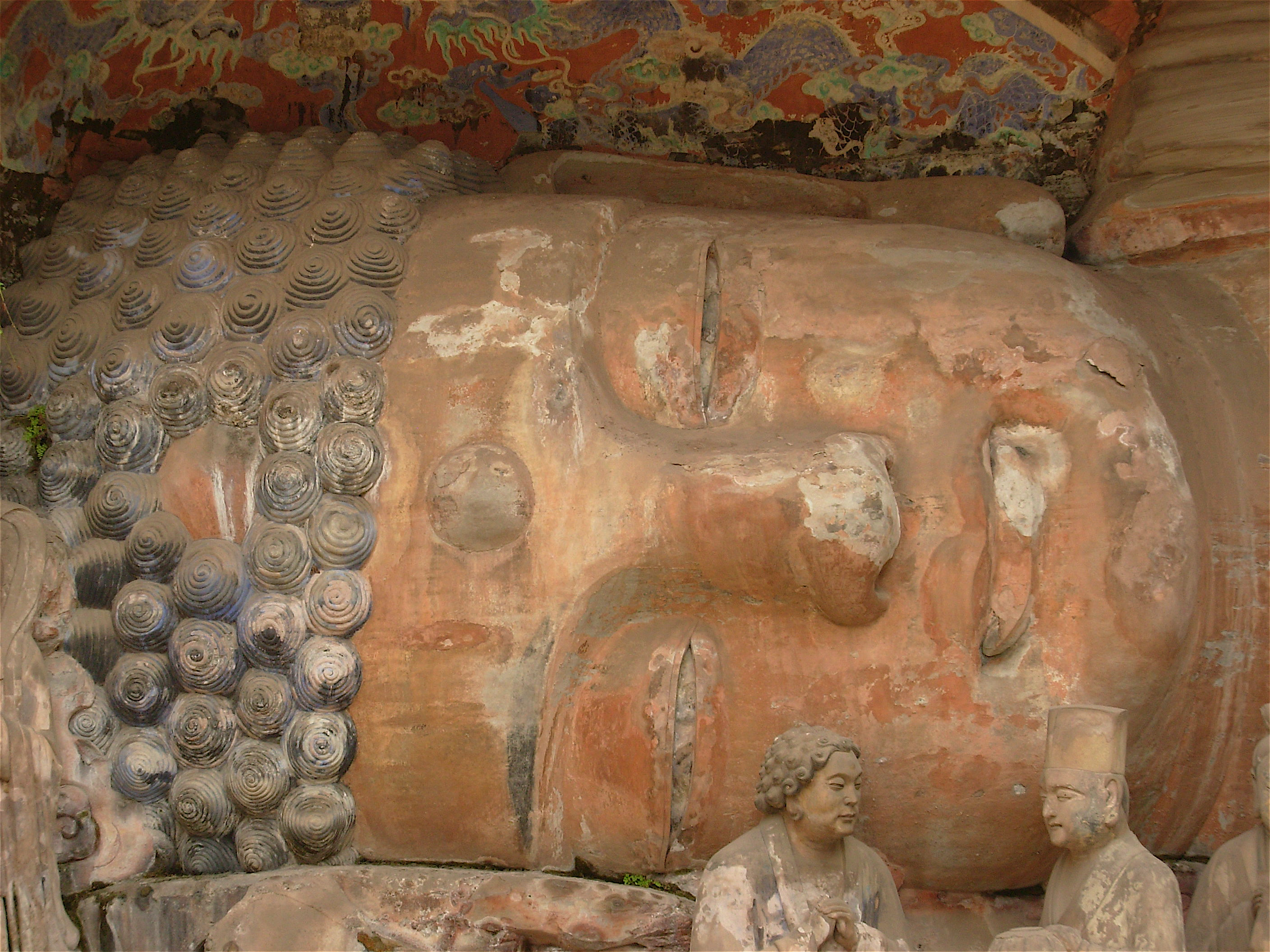
宝顶山石刻
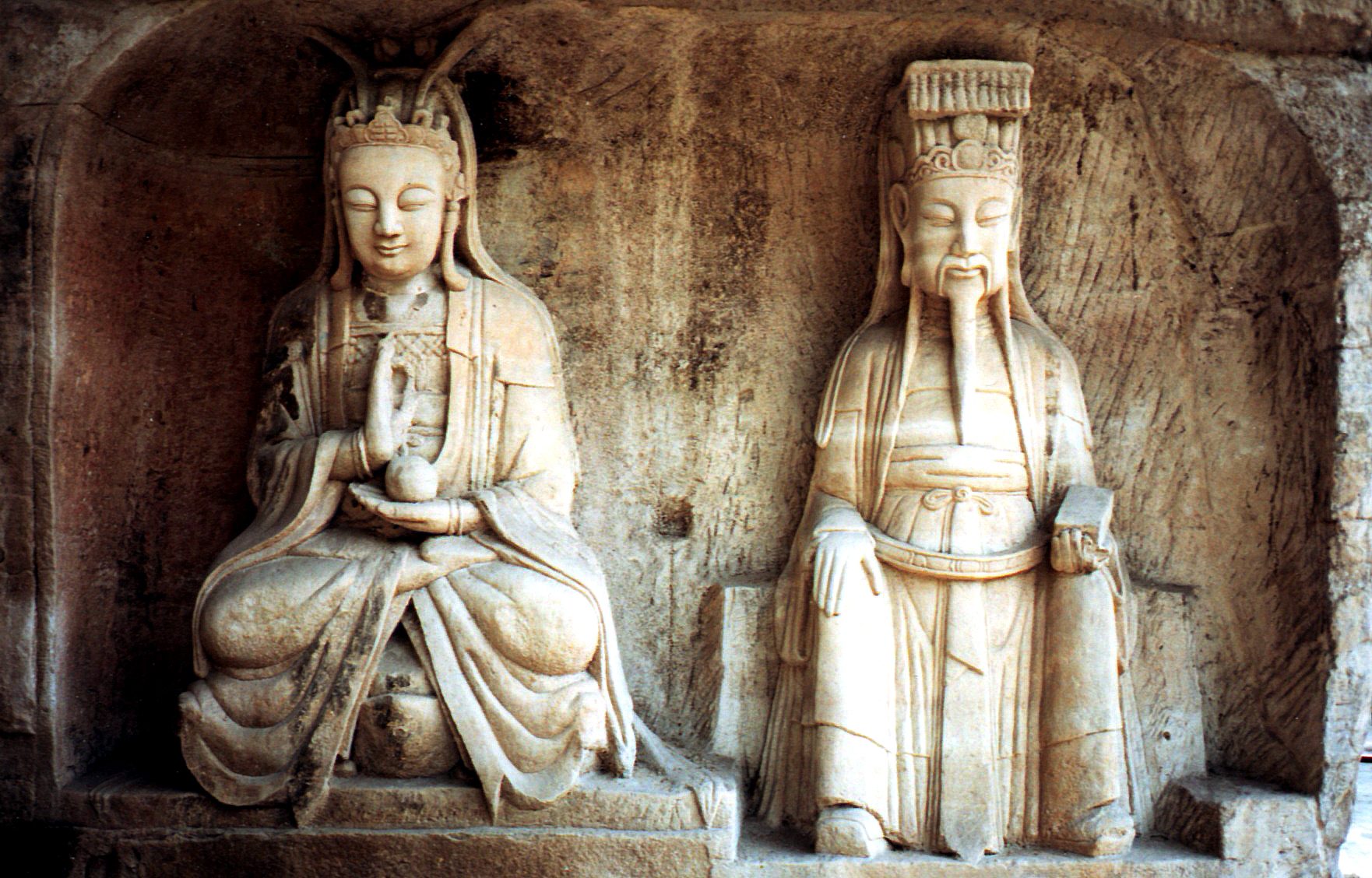
宝顶山石刻
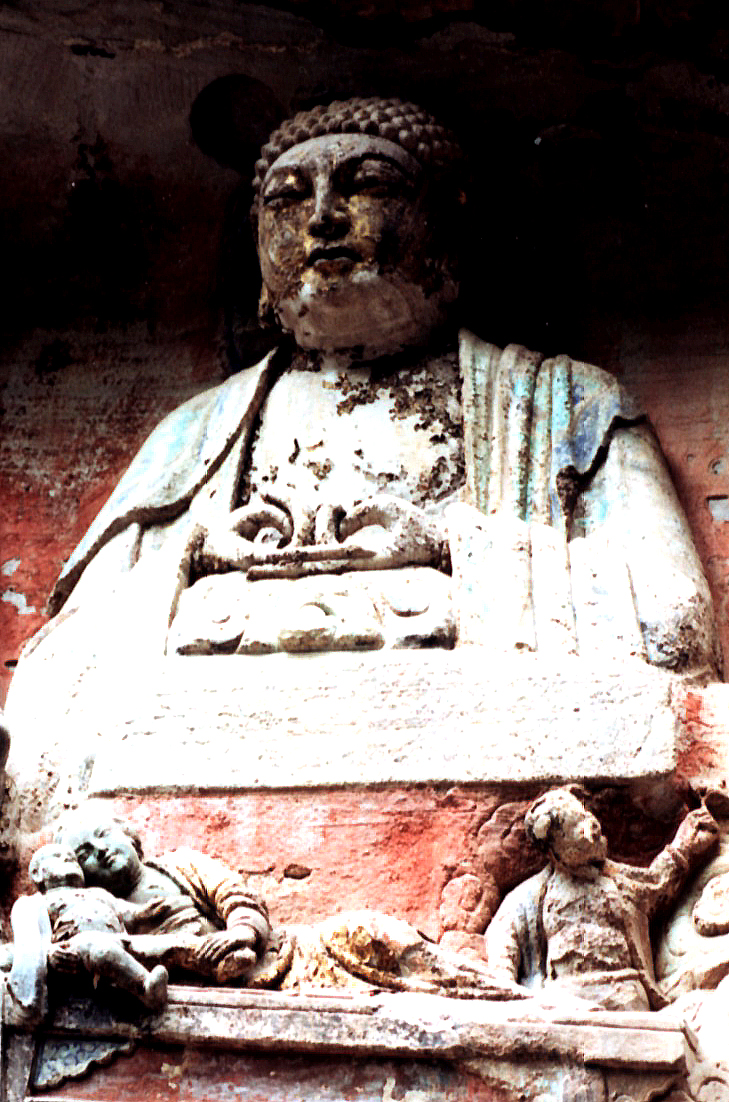
宝顶山石刻
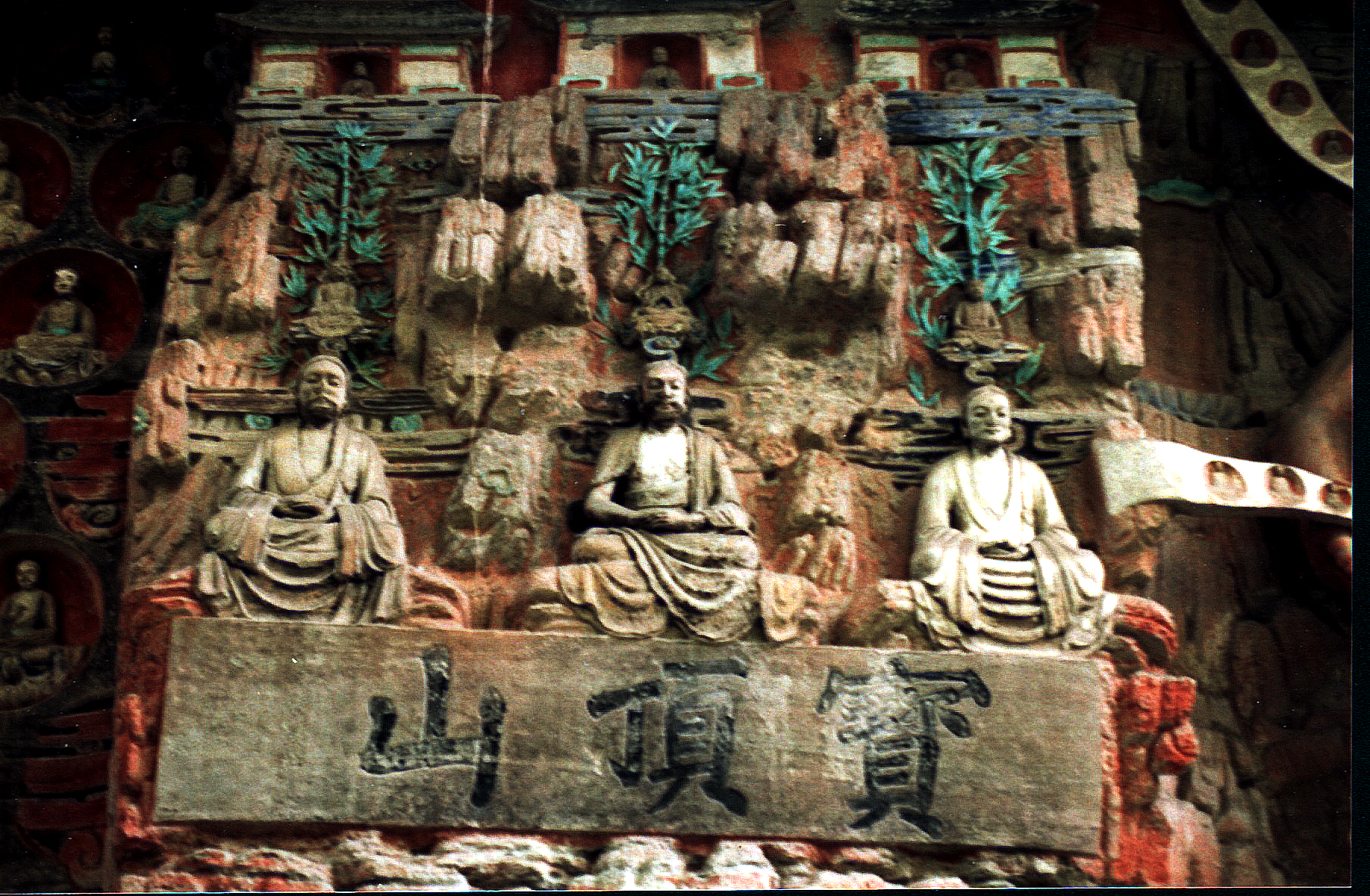
宝顶山石刻
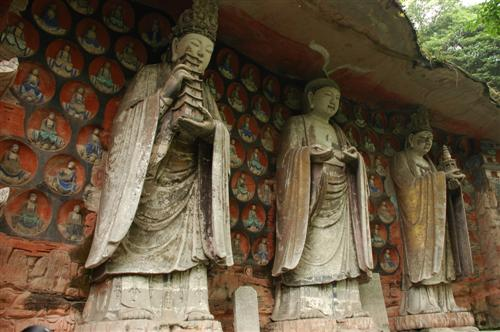
宝顶山摩崖造像
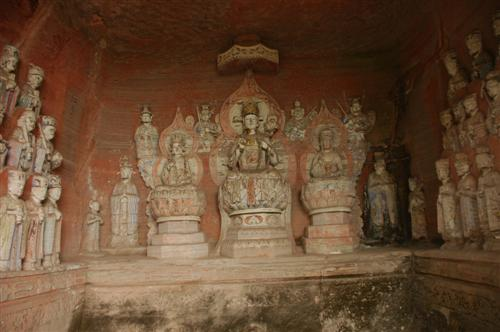
北山摩崖造像
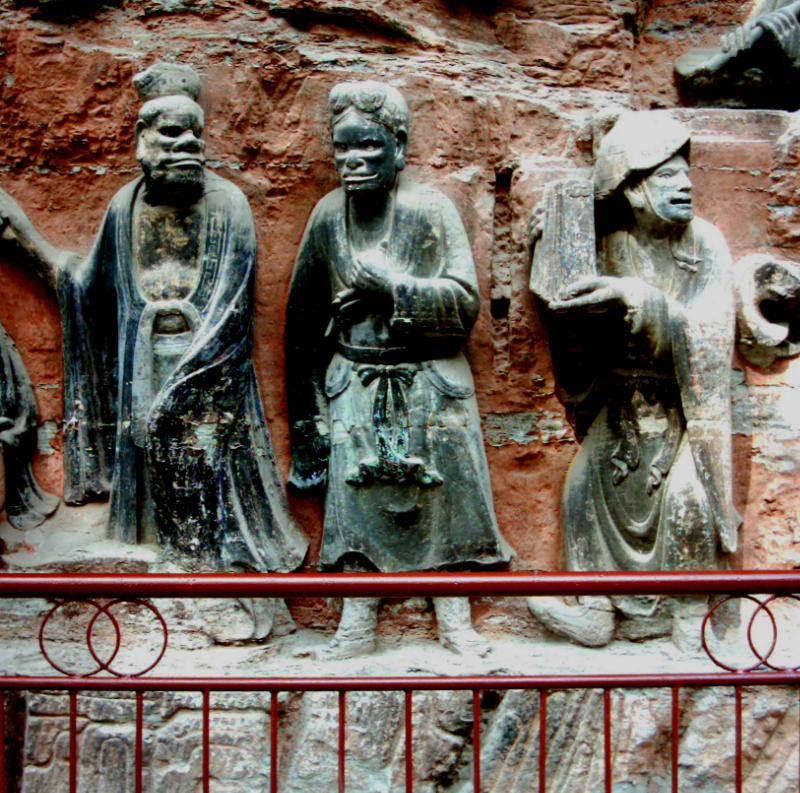
宝顶山摩崖造像
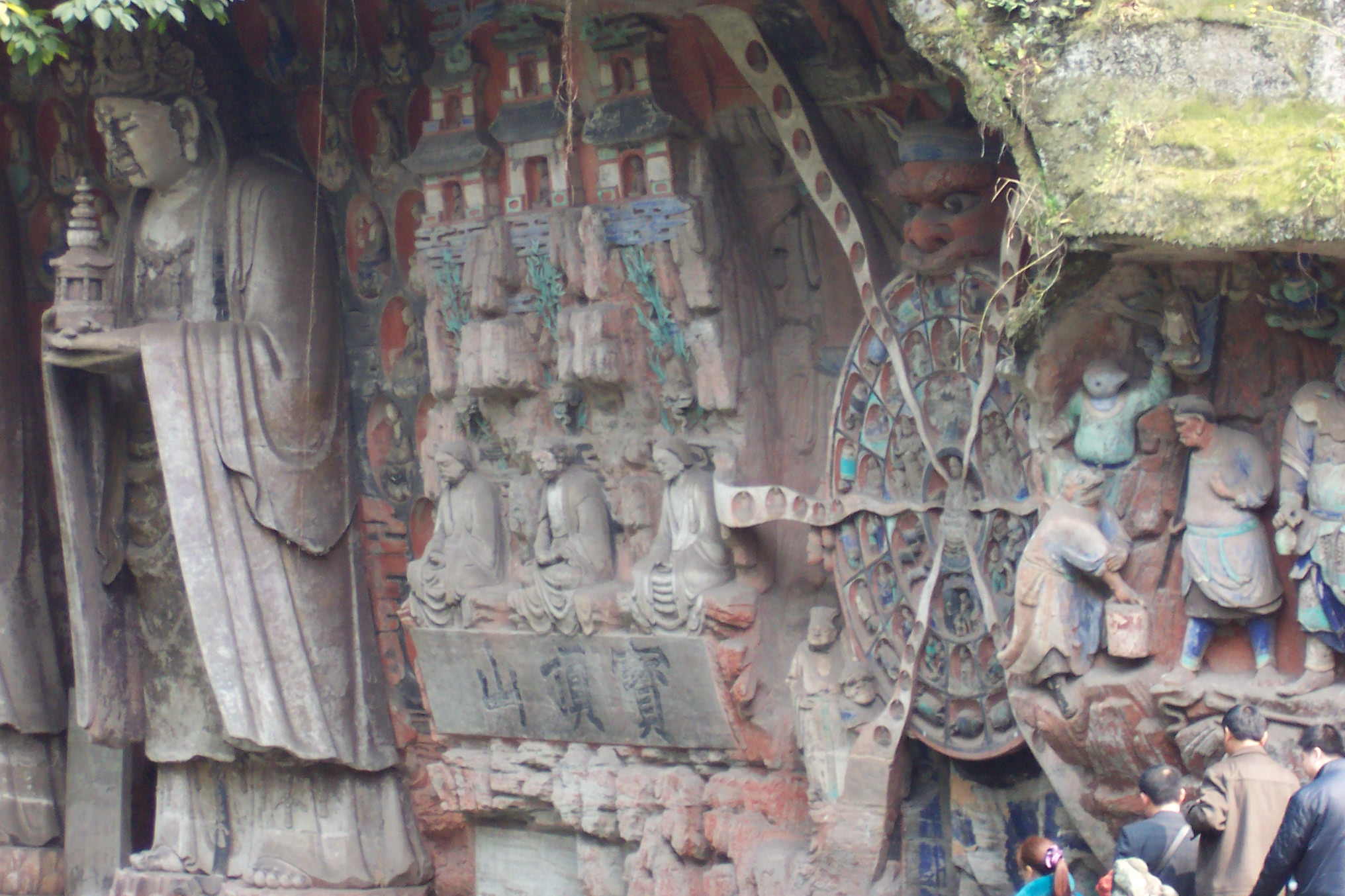
宝顶山摩崖造像
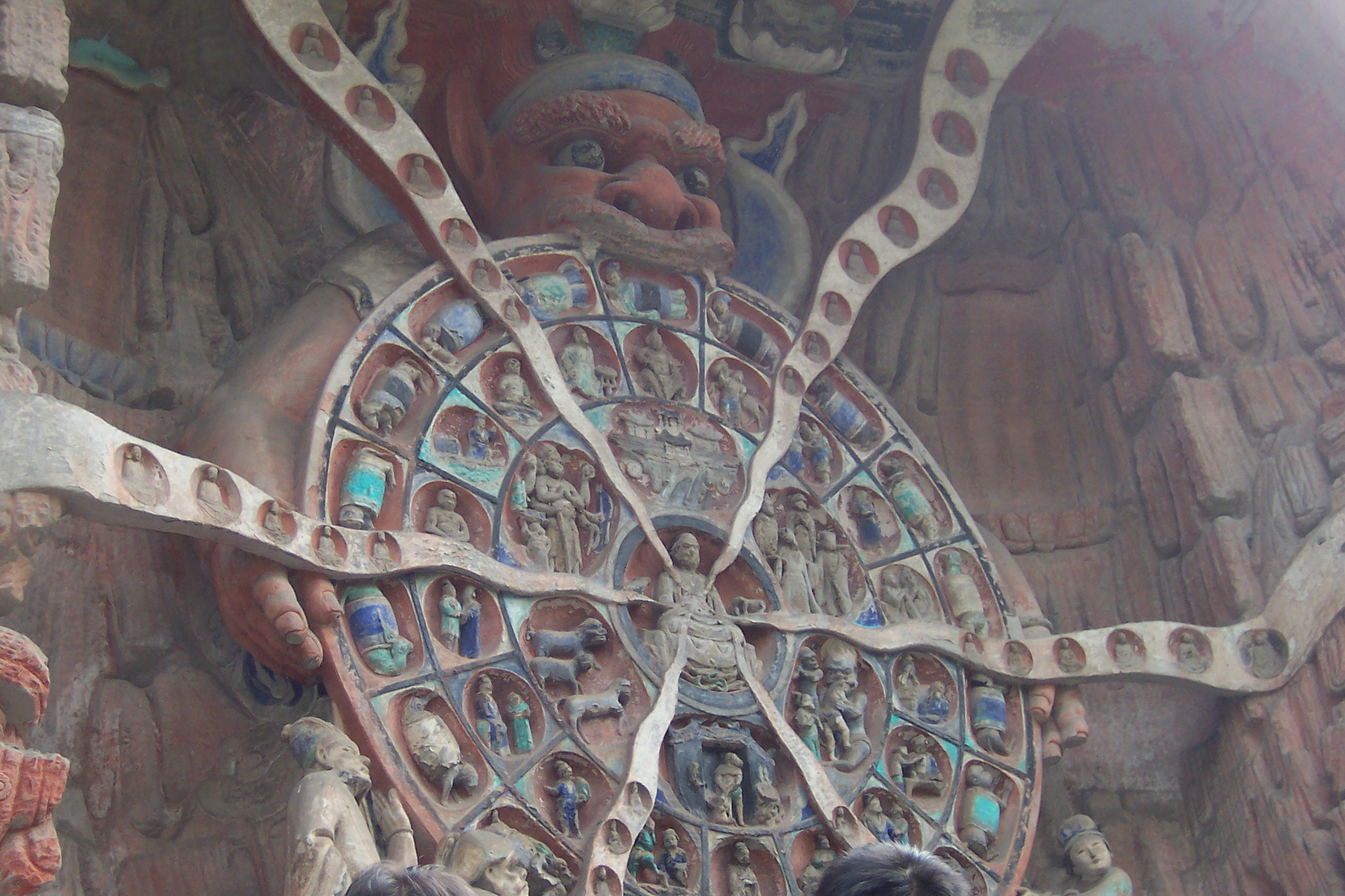
宝顶山摩崖造像
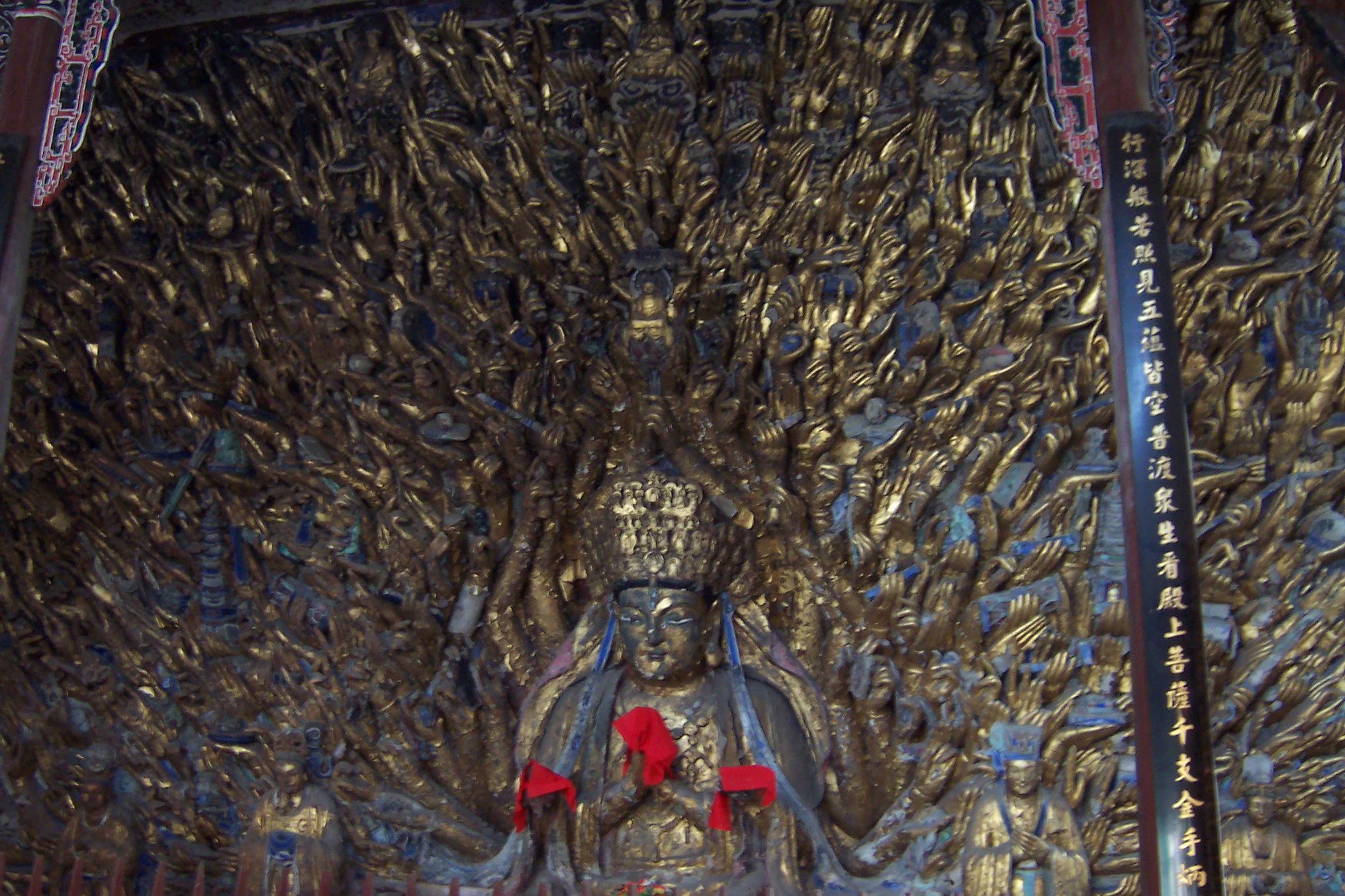
宝顶山摩崖造像
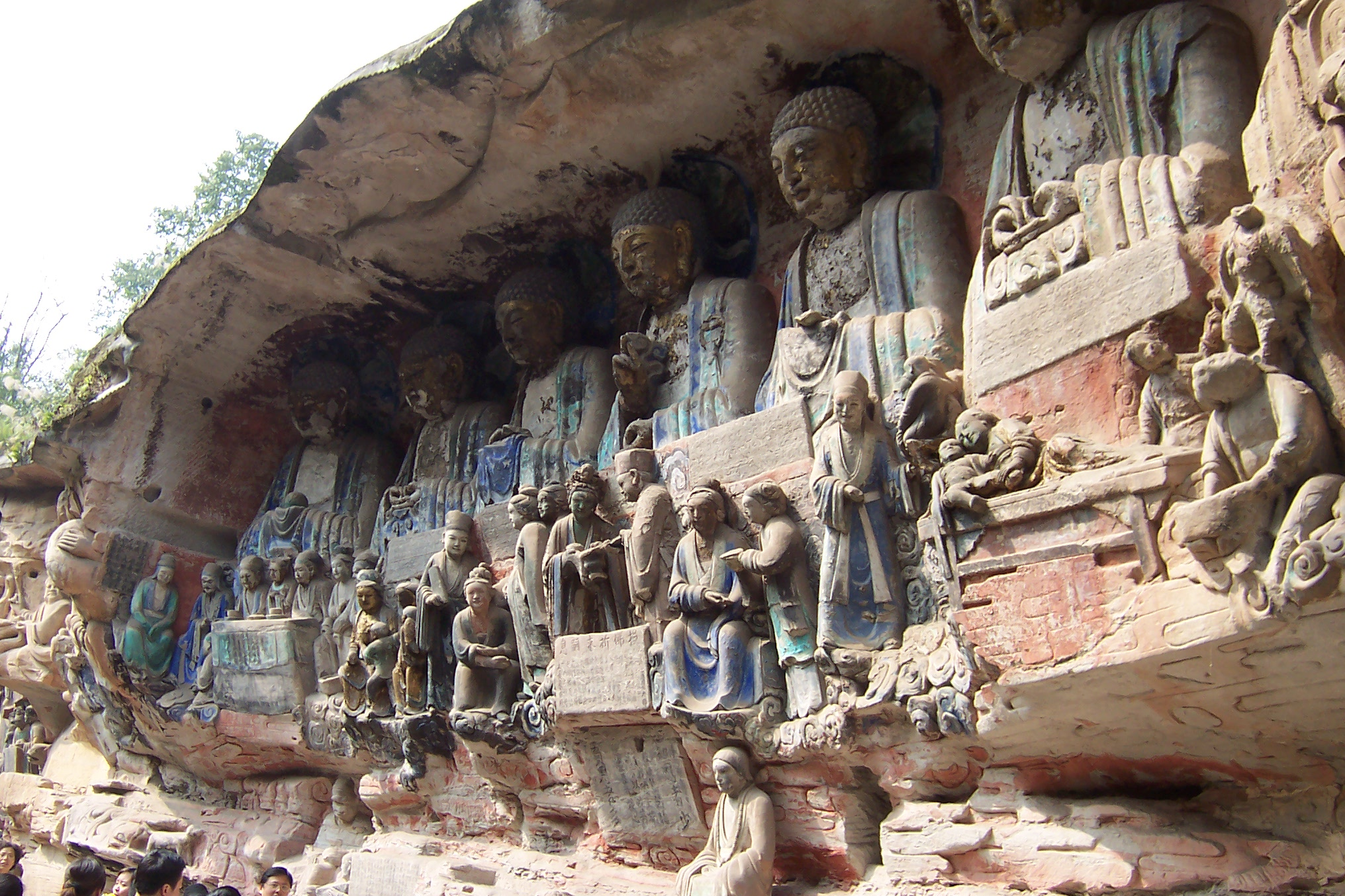
宝顶山摩崖造像
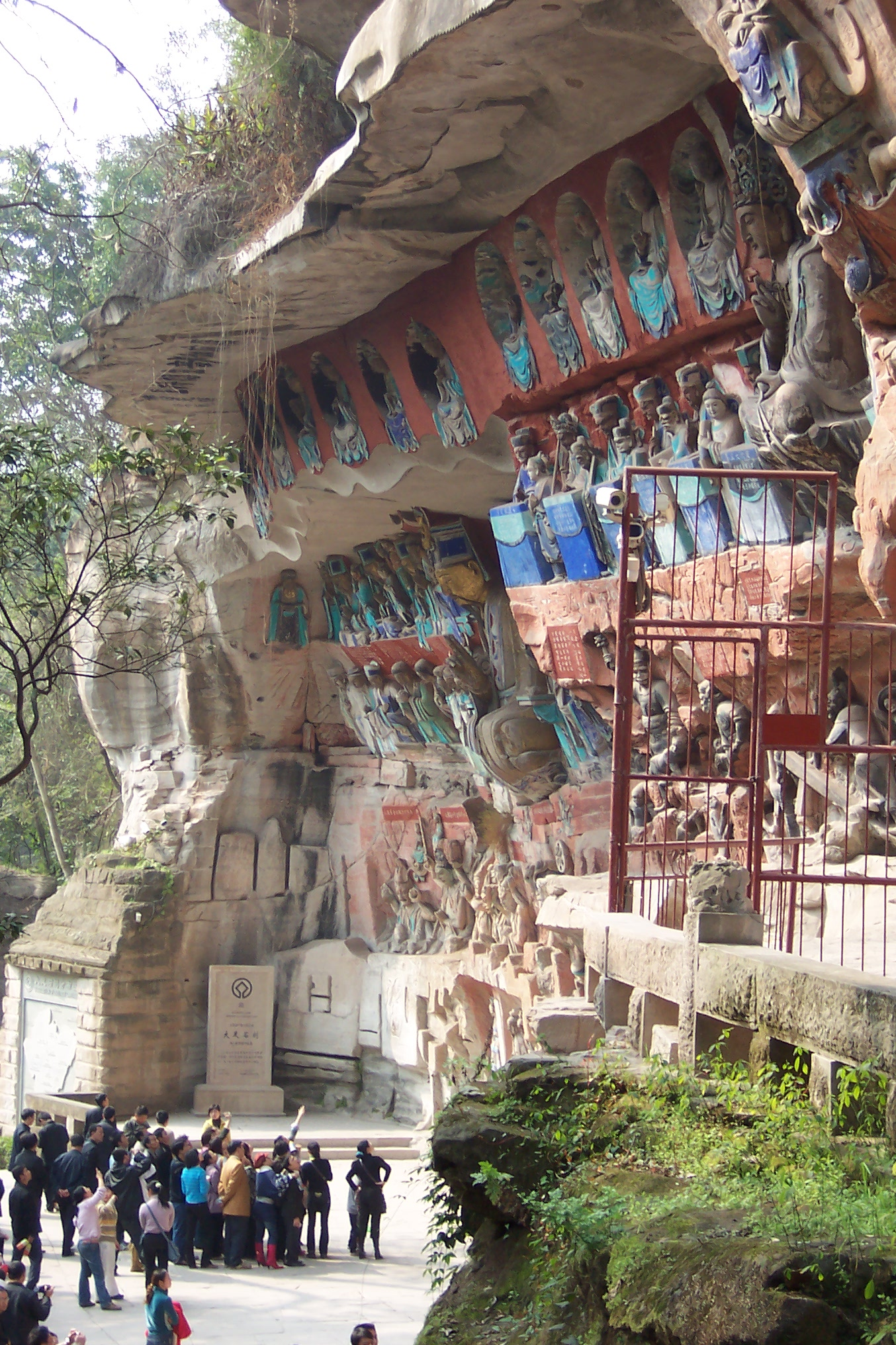
宝顶山摩崖造像
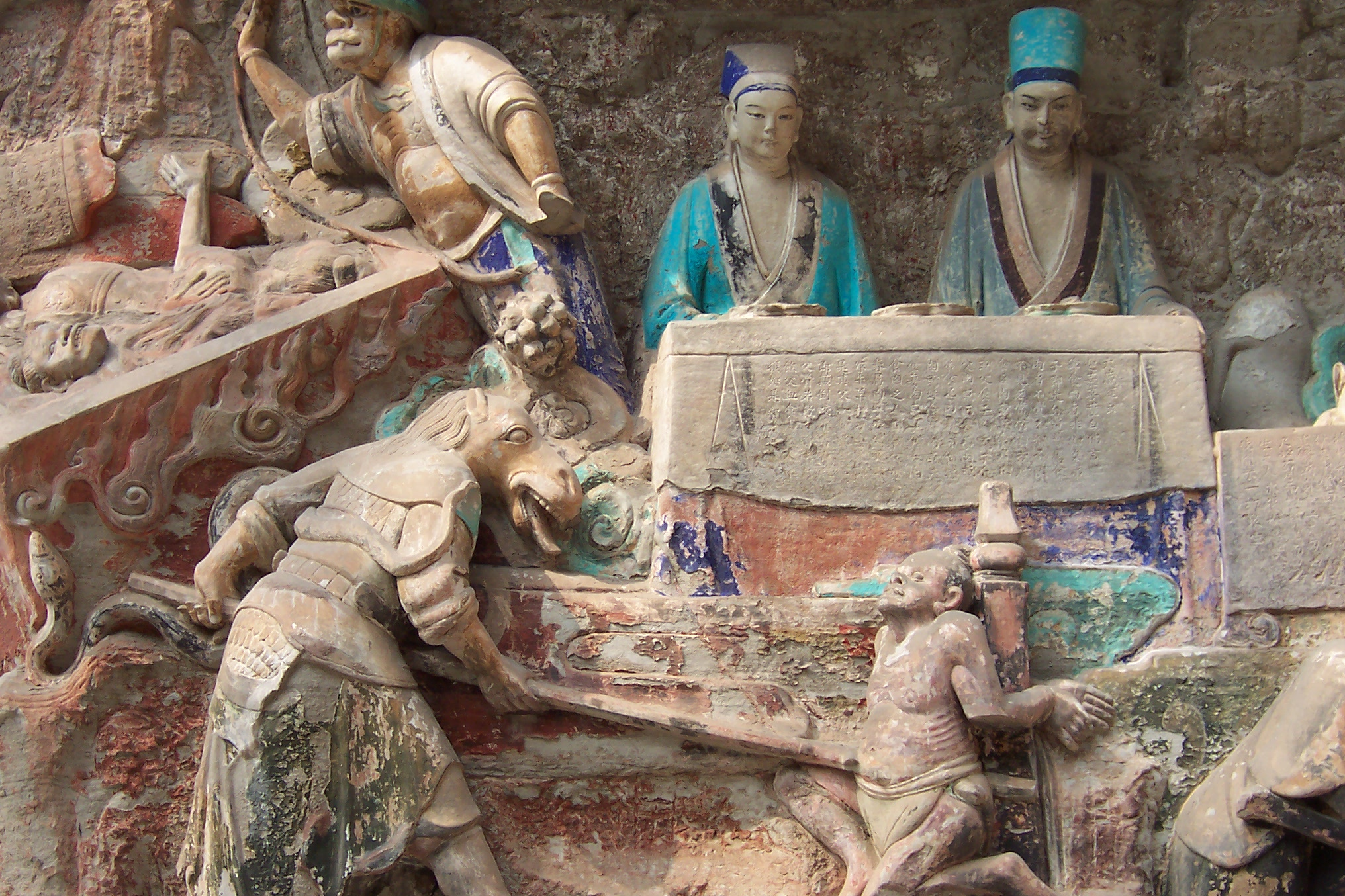
宝顶山摩崖造像

### 北山摩崖造像
北山石刻]位于大足城区以北1.5公里的北山。造像最初开凿于晚唐景福元年（892年），历经后梁、后唐、后晋、后汉、后周五代至南宋1146年完成，历时250多年。
北山摩崖分南北两个区域，南区多是晚唐、五代作品，北区则多为两宋时期作品。现存雕刻四千六百多尊，其中造像264龛窟，阴刻图1幅，经幢8座，是中国晚期石窟艺术中的优秀代表。

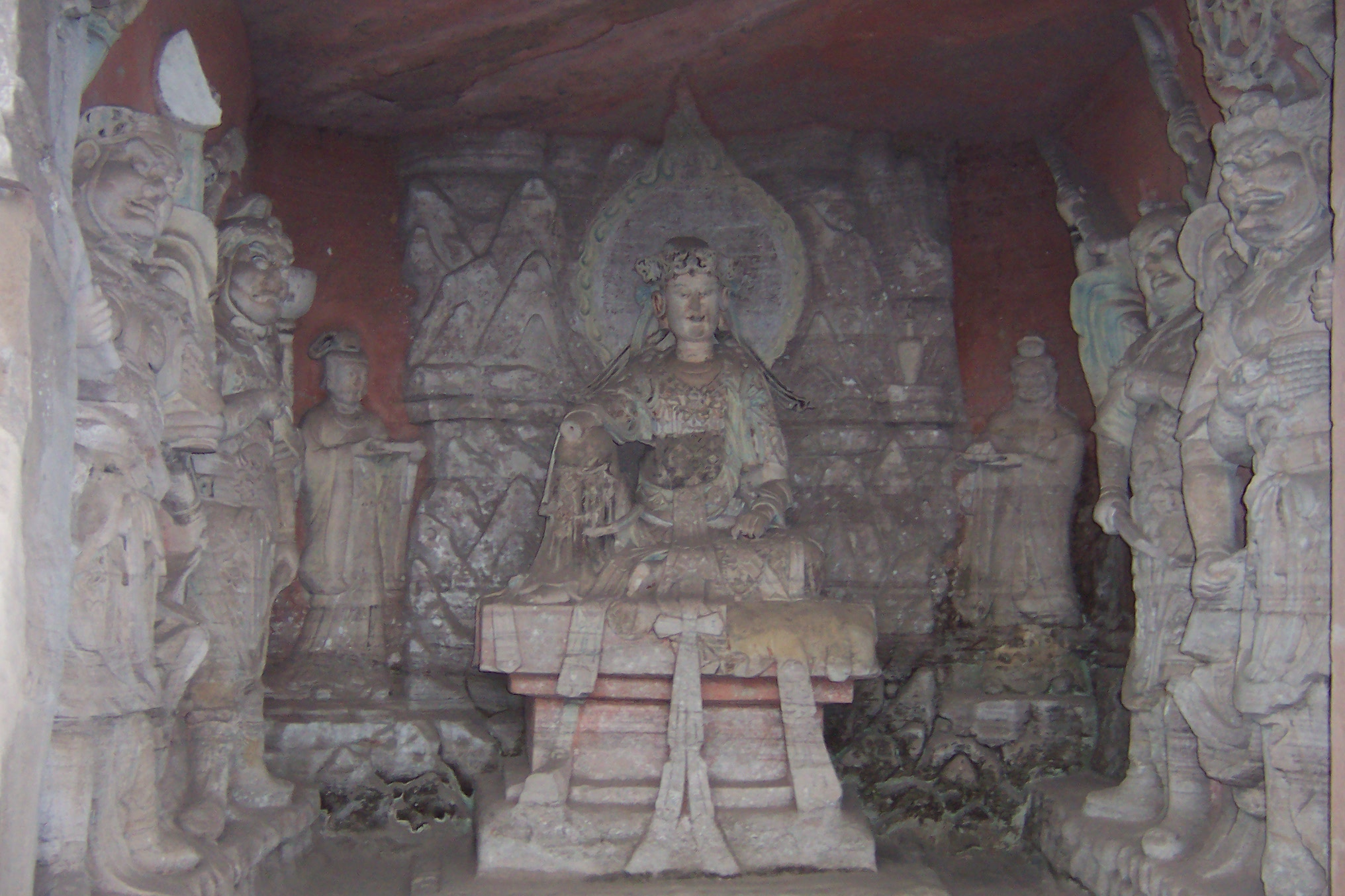
北山摩崖造像
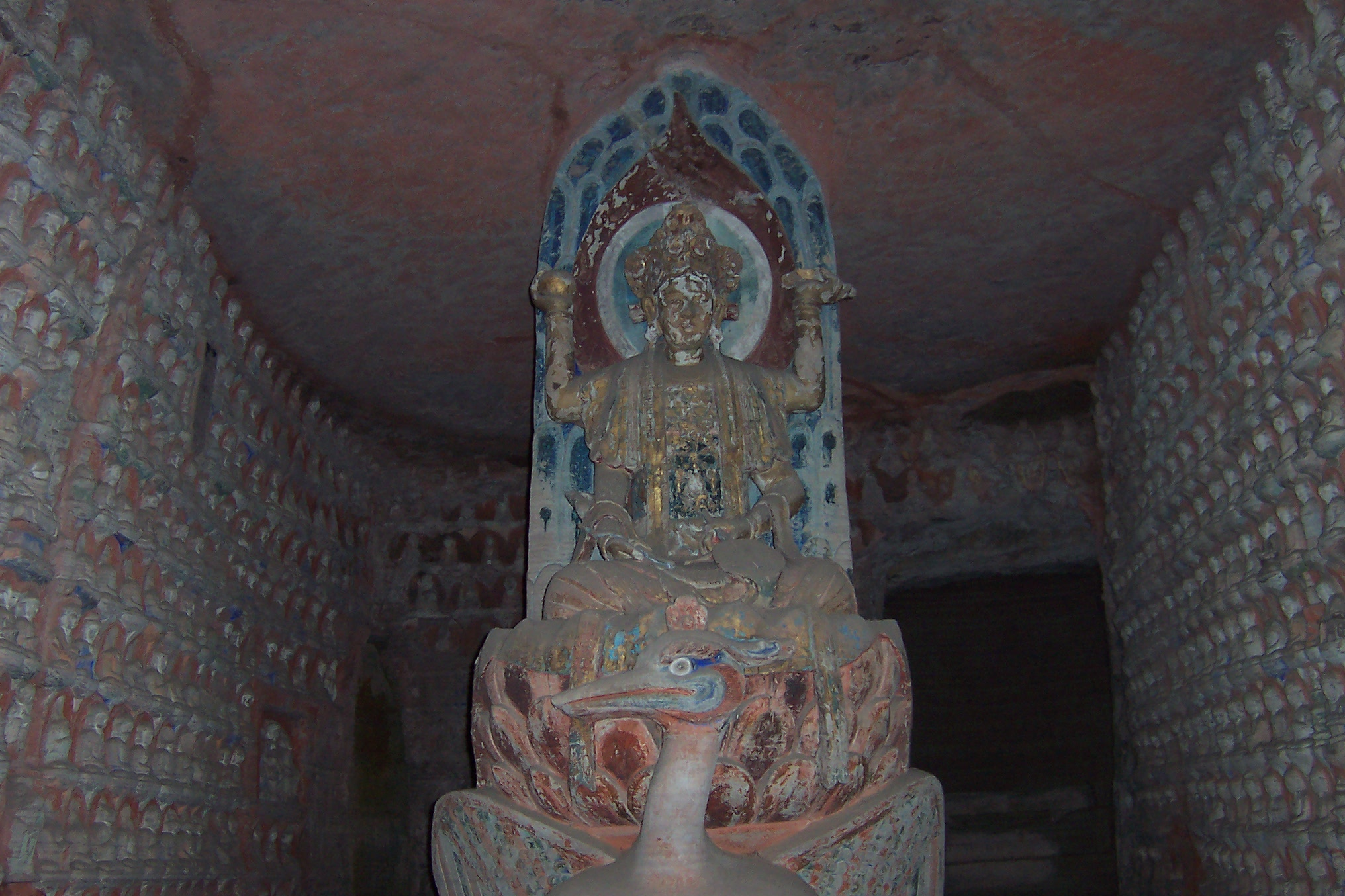
北山摩崖造像
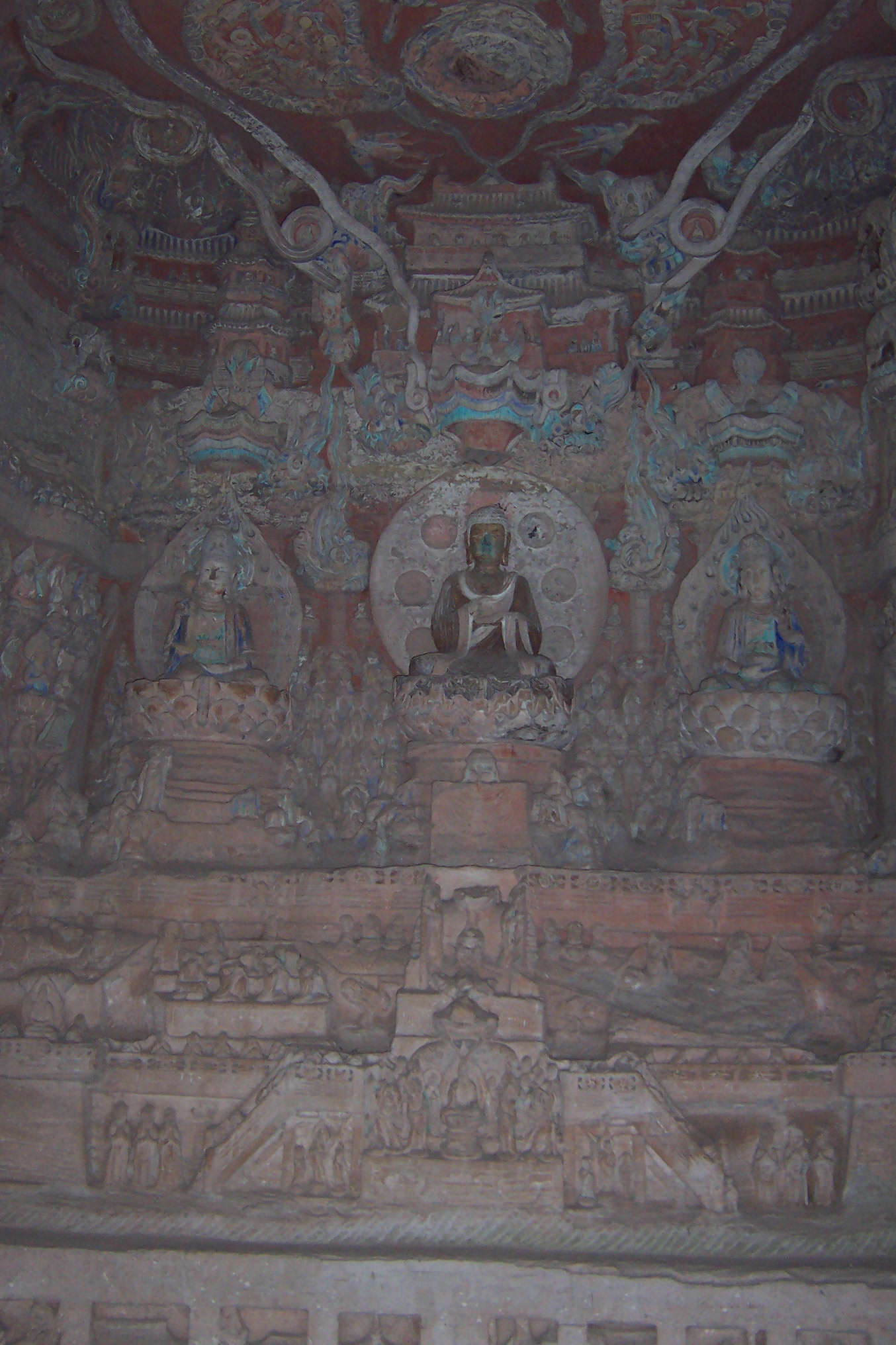
北山摩崖造像

## 世界文化遗产
1999年12月1日成为联合国教科文组织世界文化遗产。
因为满足世界文化遗产下列评定标准而登录：
- (i)代表一种独特的艺术成就，一种创造性的天才杰作；
- (ii)能在一定时期内或世界某一文化区域内，对建筑艺术、纪念物艺术、城镇规划或景观设计方面的发展产生过大影响；
- (iii)能为一种已消逝的文明或文化传统提供一种独特的至少是特殊的见证。

## 立法保护
2017年3月29日重庆市第四届人民代表大会常务委员会第三十五次会议通过《重庆市大足石刻保护条例》，自2017年6月1日起施行。以地方性法规的形式立法保护大足石刻。

## 破坏
2004年2月10日晚，石门山两尊石刻佛像被盗，被盗文物分别为6号龛的杨柳观音头像和7号龛的五通大帝头像。

## 交通
高鐵車站
- 大足南站
- 大足東站
- 大足北站

高鐵線路
- 成渝客運專線
- 成渝中線高速鐵路
- 南瀘高鐵

普鐵車站
- 大足站

普鐵線路
- 成渝鐵路
- 重慶市郊鐵路合大線
- 瀘大漢鐵路

機場
- 大足登雲橋機場

高速公路
- 渝蓉高速公路
- 銀昆高速公路
- 廣瀘高速公路
- 重慶三環高速公路